# Helen Jean Brown
Helen Jean Brown (9 de agosto de 1903-16 de junio de 1982) fue una algóloga, botánica, y taxónoma estadounidense.

## Biografía
Obtuvo su Bachelor of Arts, Master of Arts y Ph.D. en botánica, por la Universidad Estatal de Ohio, defendiendo su tesis bajo la dirección del profesor Edgar Nelson Transeau (1875-1960) con quien estudió algas verdes, principalmente de las Desmidiales, en las llanuras costeras de EE. UU. y las algas de la familia de Vaucheriaceae.
Se casó, el 14 de marzo de 1935, con el entomólogo Stanley Willard Bromley (1899-1954), y enseñó en el College of St. Mary of the Springs (hoy Universidad Dominicana de Ohio) e instructora en botánica en la Universidad Estatal de Ohio. En 1935, se instala en Stamford, donde la Universidad de Connecticut abrió un anexo. Allí enseñó hasta su retiro, en 1970. Publicó sus publicaciones bajo su nombre de soltera.

## Algunas publicaciones
- 1935. Marine Algae of Commerce. Paper 362 (Ohio State University. Department of Botany), 8 pp.

- 1930. The desmids of the southeastern coastal plain region of United States. Ed. Ohio State University, 88 pp.

## Honores

### Membresías
- Asociación Estadounidense para el Avance de la Ciencia
- Ohio Academy of Science
- y dirigió dos periodos en la Sigma Delta Epsilon (una organización de mujeres diplomadas).

## Fuente
- (en inglés)  — PDF Necrology, The Ohio Journal of Science, 83 (5) (diciembre de 1983) : 276.

- La abreviatura «H.J.Br.» se emplea para indicar a Helen Jean Brown como autoridad en la descripción y clasificación científica de los vegetales.[1]